# Tasman Council
Tasman Council är en kommun i Australien. Den ligger i delstaten Tasmanien, i den sydöstra delen av landet, omkring 59 kilometer sydost om delstatshuvudstaden Hobart. Antalet invånare var 2 372 vid folkräkningen 2016.
Följande samhällen finns i Tasman:
- Port Arthur
- Murdunna
- Nubeena
- Eaglehawk Neck
- Premaydena
- Taranna
- Saltwater River